# حاج‌علی‌لی (تووز)
حاج‌علی‌لی (به لاتین: Hacallı) یک منطقه مسکونی در جمهوری آذربایجان است که در شهرستان تووز واقع شده است.